# Rhaphuma delicata
Rhaphuma delicata är en skalbaggsart som beskrevs av Tadao Kano 1933. Rhaphuma delicata ingår i släktet Rhaphuma och familjen långhorningar.
Artens utbredningsområde är Taiwan. Inga underarter finns listade i Catalogue of Life.